# Estratónico de Atenas
Estratónico de Atenas (en griego Στρατόνικoς) fue un distinguido músico ateniense, célebre tocador de cítara, de la época de Alejandro Magno (336 a. C. - 323 a. C.), del que apenas hay noticias, a excepción de las respuestas agudas e ingeniosas que propinaba en momentos de enfado, como tuvo ocasión de comprobar su amigo Filotas, cuando éste se jactaba de la victoria que había obtenido sobre Timoteo de Mileto. 
En otro momento, habiendo prometido dar lecciones públicas de su arte, no pudo conseguir más que dos discípulos dispuestos y cuando se le preguntó cuántos alumnos tenía, respondió que doce, pues en la isla donde impartía su enseñanza, había nueve estatuas de las Musas y otra del dios Apolo.
Se dice que Nicocles, rey de Chipre, lo mandó matar, por algunas piezas satíricas que había compuesto sobre sus hijos.